# Relatório Focus
Relatório de Mercado Focus, Relatório Focus ou Boletim Focus é uma publicação online, divulgada todas as segundas-feiras pelo Banco Central do Brasil (BCB) contendo resumo das expectativas de mercado a respeito de alguns indicadores da economia brasileira.
O relatório é elaborado pelo Departamento de Relacionamento com Investidores e Estudos Especiais (Gerin) e apresenta resultados da pesquisa de expectativas de mercado, um levantamento diário das previsões de cerca de 120 bancos, gestores de recursos e demais instituições (empresas do setor real, distribuidoras, corretoras, consultorias e outras) para a economia brasileira.
Como resumo das expectativas de mercado, é reportada a mediana das expectativas dos agentes por ser menos sujeita a oscilações dos extremos.

## Contexto
O Relatório Focus faz parte do arcabouço do regime monetário de metas de inflação. Seu objetivo é monitorar a evolução das expectativas de mercado para as principais variáveis macroeconômicas, de forma a gerar subsídios para o processo decisório da política monetária.
Além disso, a disponibilização das estatísticas de expectativas ao público em geral, por meio da página do Banco Central na internet, possibilita que as empresas e os cidadãos tenham conhecimento sobre o que os agentes de  mercado estão projetando, constituindo dessa forma ferramenta importante para o  planejamento de suas ações de curto, médio e longo prazos.

## Ligações Externas
- Relatório Focus - BCB